# Thesouro de Nobreza

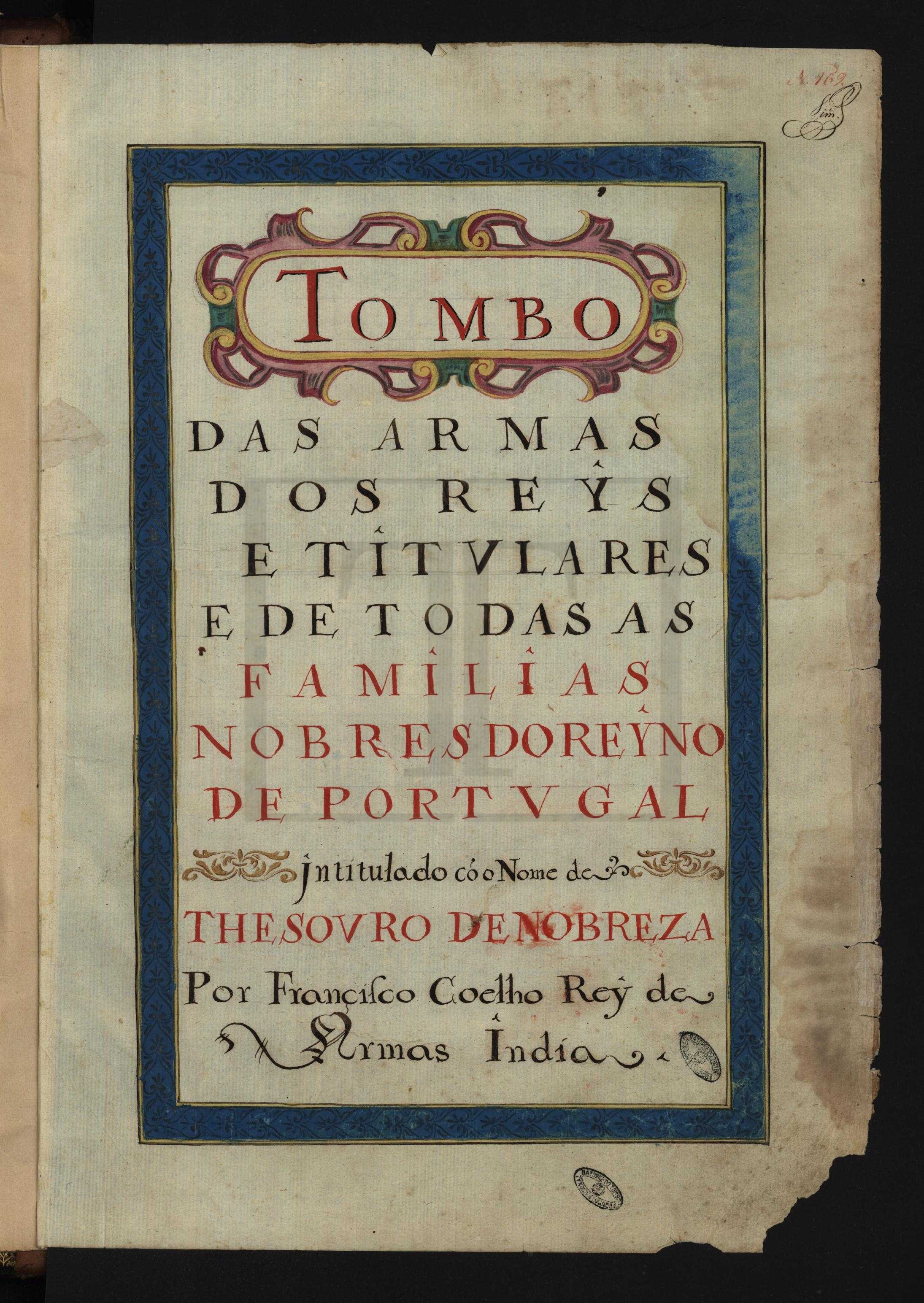
Folha de rosto

O Thesouro de Nobreza é um manuscrito datado de 1675, quando durante o reinado de D. Afonso VI, vigésimo segundo rei de Portugal, governava como Príncipe Regente o seu irmão, o futuro D. Pedro II.
A obra é um armorial, isto é, uma colectânea de armas heráldicas, e foi executada por Francisco Coelho, Rei de Armas, no Estado da Índia, conforme se pode ler na folha de rosto.

## Características

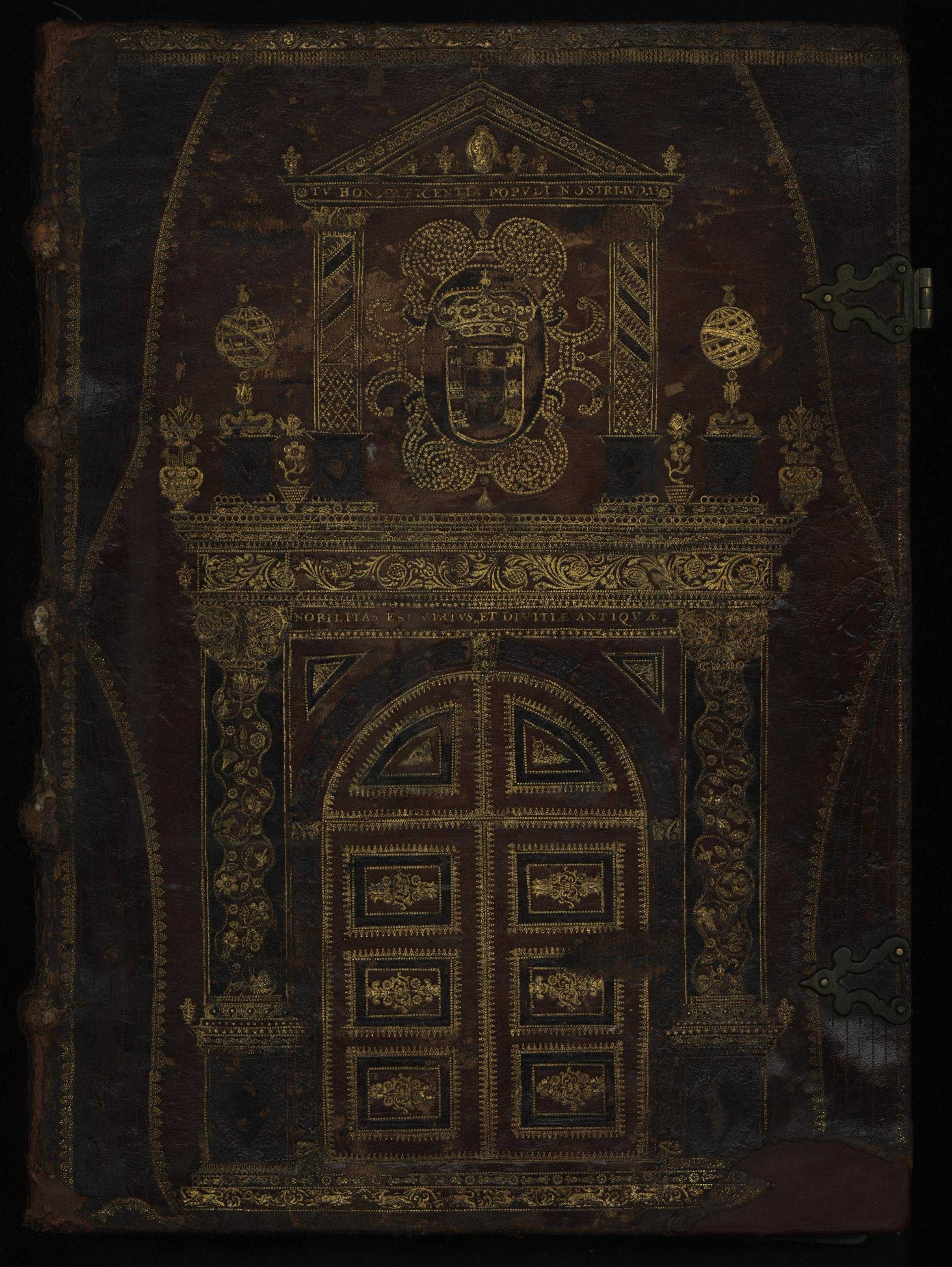
A capa decorada do códice do Thesouro de Nobreza

O códice do Thesouro de Nobreza contém 79 fólios em pergaminho e papel, nas dimensões 480 x 350 mm. O livro de Francisco Coelho tem a particularidade de deixar todos os versos dos fólios em branco. O título completo da obra é Tombo das Armas dos Reys e Titulares e de todas as Familias Nobres do Reyno de Portugal intitulado com o Nome de Thesouro de Nobreza.  A obra encontra-se hoje em Lisboa, no arquivo nacional da Torre do Tombo (cota Casa Real, Cartório da Nobreza, liv. 21).
A obra é de certa forma uma continuação dos importantes armoriais executados por iniciativa de D. Manuel I: o Livro do Armeiro-Mor, de João do Cró (1509), e Livro da Nobreza e Perfeiçam das Armas, de António Godinho (ca. 1521-1541). O primeiro, para além de ser o mais antigo armorial português existente, é uma obra-prima de iluminura heráldica, com magníficas iluminuras de grande beleza; o segundo, apesar de excluir grande parte das armas estrangeiras que o outro apresenta - incluindo mesmo capítulos inteiros, como os Nove da Fama - mostra armas de familias não representadas no armorial mais antigo, e acrescenta algo importante às armas portuguesas: os timbres, que o Livro do Armeiro-Mor não apresenta.
O Thesouro de Nobreza em comparação contempla mais tópicos que o Livro do Armeiro-Mor, incluindo várias inovações, como as armas das Doze Tribos de Israel, das Ordens Militares e Religiosas, das cidades e vilas de Portugal, de todos os reis e rainhas de Portugal até então, e das Casas tituladas de Portugal. Além disso, contém um numero consideravelmente maior de armas de família. É assim um armorial mais geral e universal que o Livro do Armeiro-Mor.
A obra foi acabada pouco depois do fim da Guerra da Restauração (1640-1668), durante a qual numerosos títulos nobiliárquicos criados pelos reis de Espanha foram extintos e novos foram criados para recompensar os apoiantes da causa portuguesa. Um dos méritos do Thesouro de Nobreza é reflectir esta evolução (ver infra).
No entanto, o Thesouro de Nobreza foi executado numa época para a qual o historiador possui já muitas mais fontes que para o início do século XVI. Assim, e apesar do seu valor enciclopédico, a obra de Francisco Coelho tem menos valor histórico que os armoriais anteriores. Acrescente-se que as armas no livro de Francisco Coelho são de uma execução bastante mais rudimentar que as dos armoriais anteriores, razão por que a sua obra tem também menos valor artístico. Para além do traço grosseiro, a menor nota artística é acentuada pelo facto de as armas das famílias apresentarem apenas o respectivo escudo, virol e timbre, e nunca o elmo e paquife. As armas das Casas tituladas apresentam o escudo e a respectiva coroa heráldica. Tendo dito isto, o Thesouro de Nobreza não deixa de impressionar pela simples quantidade de armas e a natureza diversa das mesmas.

## Capítulos da obra

### Armas das Doze Tribos de Israel

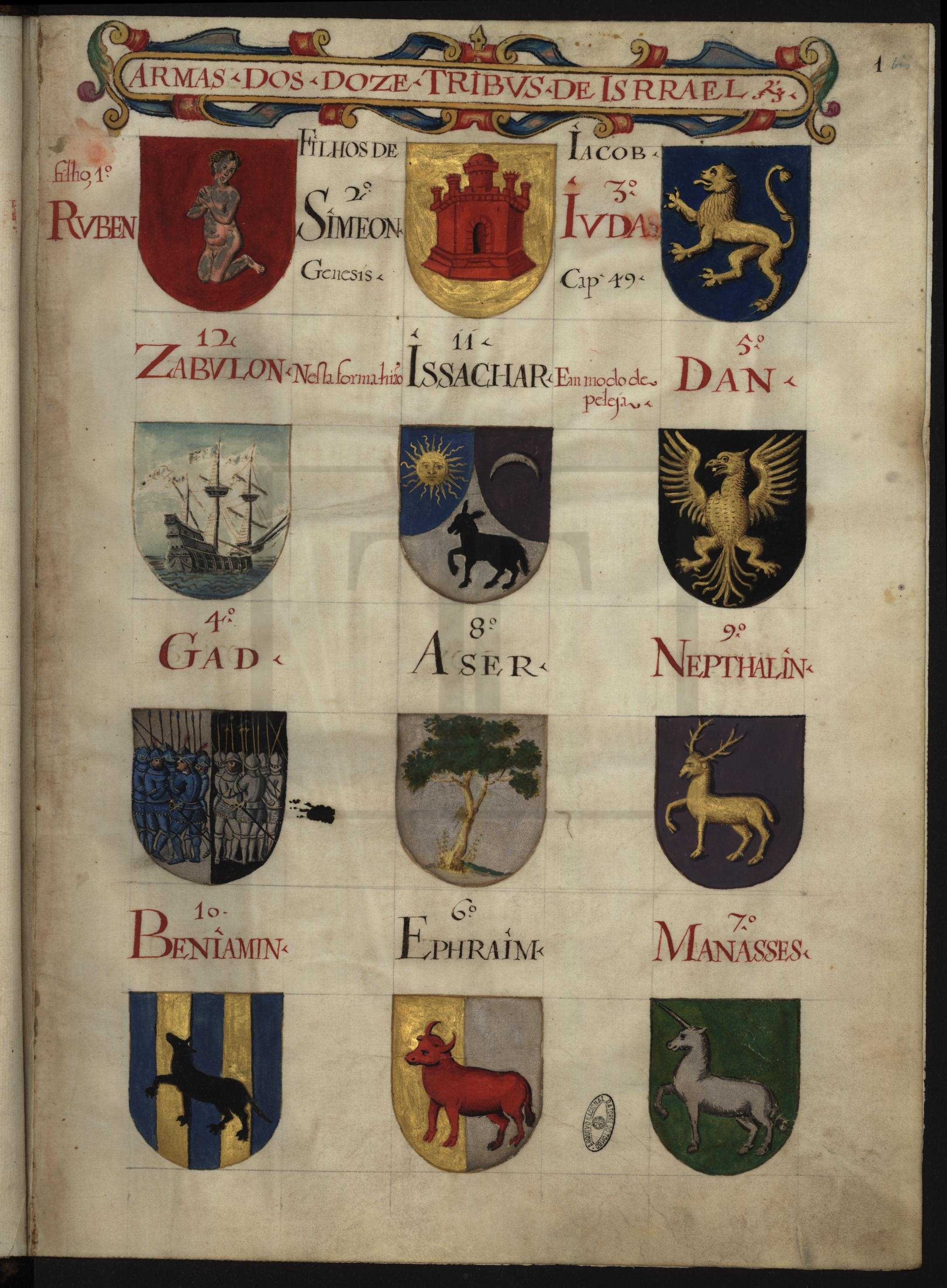
Armas das Doze Tribos de Israel (fl 1^{r})

(Fl 1r) Este primeiro capítulo apresenta a primeira inovação em relação aos armoriais anteriores: as armas - imaginárias - das Doze Tribos de Israel.

### Armas dos Nove da Fama

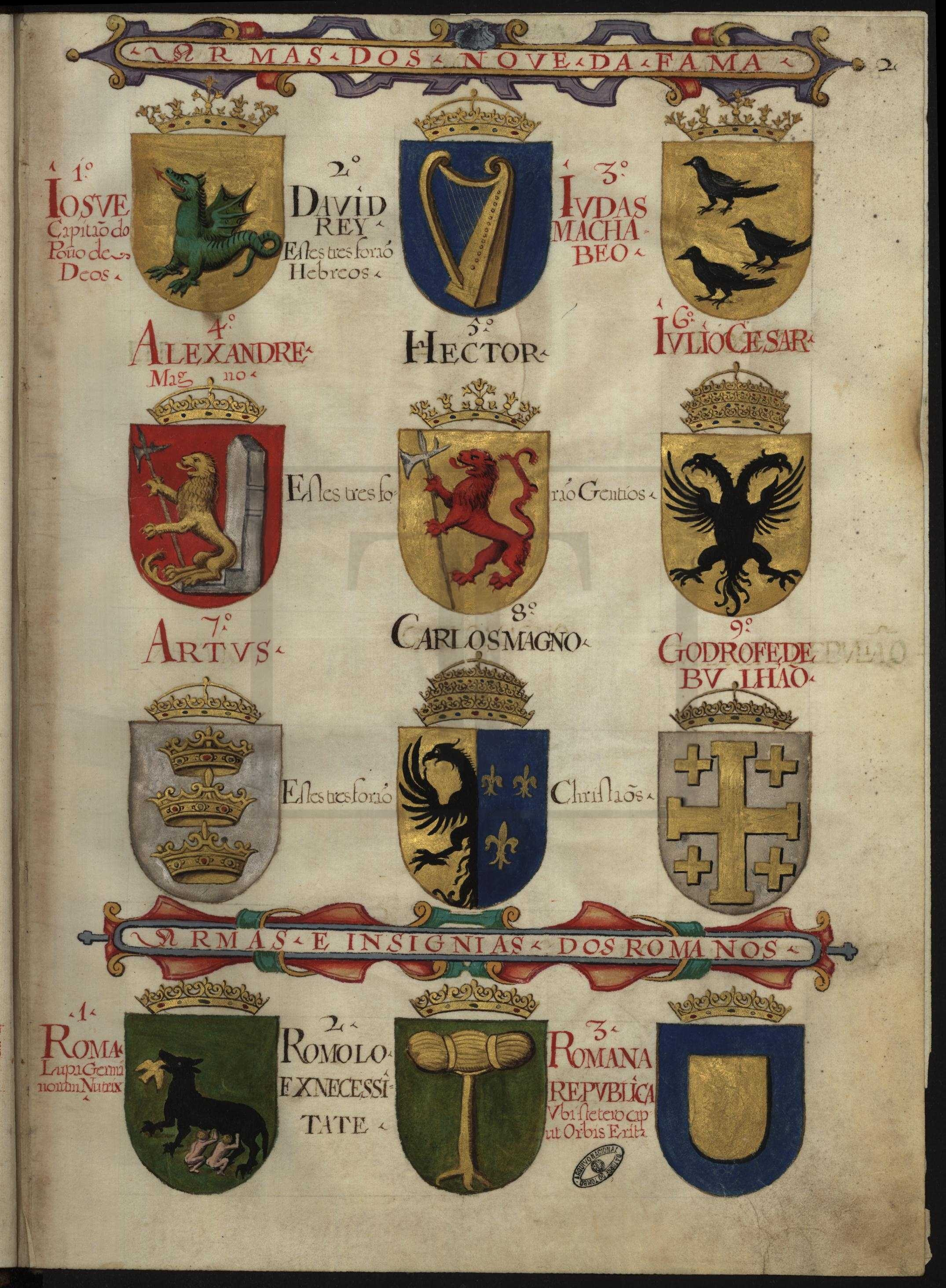
Armas dos Nove da Fama (fl 2^{r})

(Fl 2r) O segundo capítulo da obra mostra as armas - quase todas imaginárias - dos chamados Nove da Fama, nove heróis tidos na Idade Média como o ideal do cavaleiro medieval. Estes encontram-se divididos em três grupos de três: os Hebreus, os Pagãos (aqui chamados Gentios), e os Cristãos. Na obra de Francisco Coelho a ordem de apresentação é idêntica à vista no Livro do Armeiro-Mor, que também lhes dedica um capítulo:
- Josué
- David
- Judas Macabeu
- Alexandre Magno
- Heitor
- Júlio César
- Rei Artur
- Carlos Magno
- Godofredo de Bulhão

### Armas e Insignias dos Romanos
(Fl 3r) Eis outra inovação interessante na obra de Francisco Coelho: doze armas ou insígnias do Império Romano - algumas históricas, outras imaginárias.
- Roma
- Rómulo
- República Romana
- Ob Ferociam Militum
- Triumphus Non est Sine Sanguine
- Ob Signum Pacis
- Senatus Populusque Romanus
- Ob Imperii Decus
- Ob Animositate Romanorum
- Regere Imperio
- Os Dois Estados da Igreja
- Frígia

### Armas de varios Reynos
(Fl 3r-6r) A obra prosegue com uma lista de armas de vários reinos, ao modo dos dois armoriais anteriores. No entanto a lista selecionada por Francisco Coelho é bastante original, omitindo muitos reinos óbvios e incluindo muitos que não se encontram nas outras duas obras, como no caso dos primeiros três da lista, a Cilícia, a Cítia, e a Trácia. Entre os capítulos que os três armoriais têm em comum, este é certamente aquele em que o Thesouro de Nobreza mais se destaca pela originalidade.

### Armas de alguns Senhores e Potentados
(Fl 7r) Aqui se mostram doze armas francesas, das quais as primeiras nove pertencem a nove dos antigos doze pares da França (em 1675 existiam já mais de uma vintena), que todos tinham um papel importante na sagração dos reis da França. Sobre a sagração dos reis, o papel dos pares, e ilustrações ver o Livro do Armeiro-Mor.
Note-se que o armorial de 1509 apresenta as armas dos pares da França correctamente depois dos sete Príncipes-eleitores do Império (ver infra), seus superiores na hierarquia nobiliárquica. A razão porque Francisco Coelho em 1675 terá escolhido apresentar as armas francesas antes das alemãs pode reflectir as recentes relações entre Portugal e a França desde a fase final da Guerra da Restauração (1640-1668). Note-se que o Príncipe Regente era desde 1668 casado com uma princesa francesa, a futura rainha D. Maria Francisca de Sabóia, depois do casamento desta com D.Afonso VI ter sido anulado. Do mesmo modo o duque de Cadaval, D. Nuno Álvares Pereira de Melo, o primeiro nobre do reino, tinha ele próprio casado em Paris também com uma princesa francesa em 1671 - e justamente em 1675, depois de enviuvar, casou novamente em França com outra princesa, parente de Luis XIV. As relações entre Portugal e a França à data da execução da obra eram assim excelentes. Sobre este tema, e para um fantástico testemunho da era em que Francisco Coelho realizou a sua obra, ver a obra de Ana Maria Homem Leal de Faria. Ver ainda comentário no capítulo das rainhas de Portugal.

### Armas dos Sete Electores do Imperio
(Fl 8r) Este capítulo representa as armas dos sete Príncipes-eleitores do Sacro Império Romano-Germânico. O capítulo reflecte uma alteração desde 1509, quando os mesmos foram representados por João do Cró: devido à Guerra dos Trinta Anos (1618-1648), o Eleitorado do Palatinato, que passara ao partido Protestante, foi em 1623 substituido pela Baviera, cujo príncipe se mantivera fiel ao partido Católico. Sobre a eleição do imperador, os cargos dos vários eleitores, e ilustrações ver o Livro do Armeiro-Mor.

### Armas das Ordens Militares & Religiões Regulares de Portugal

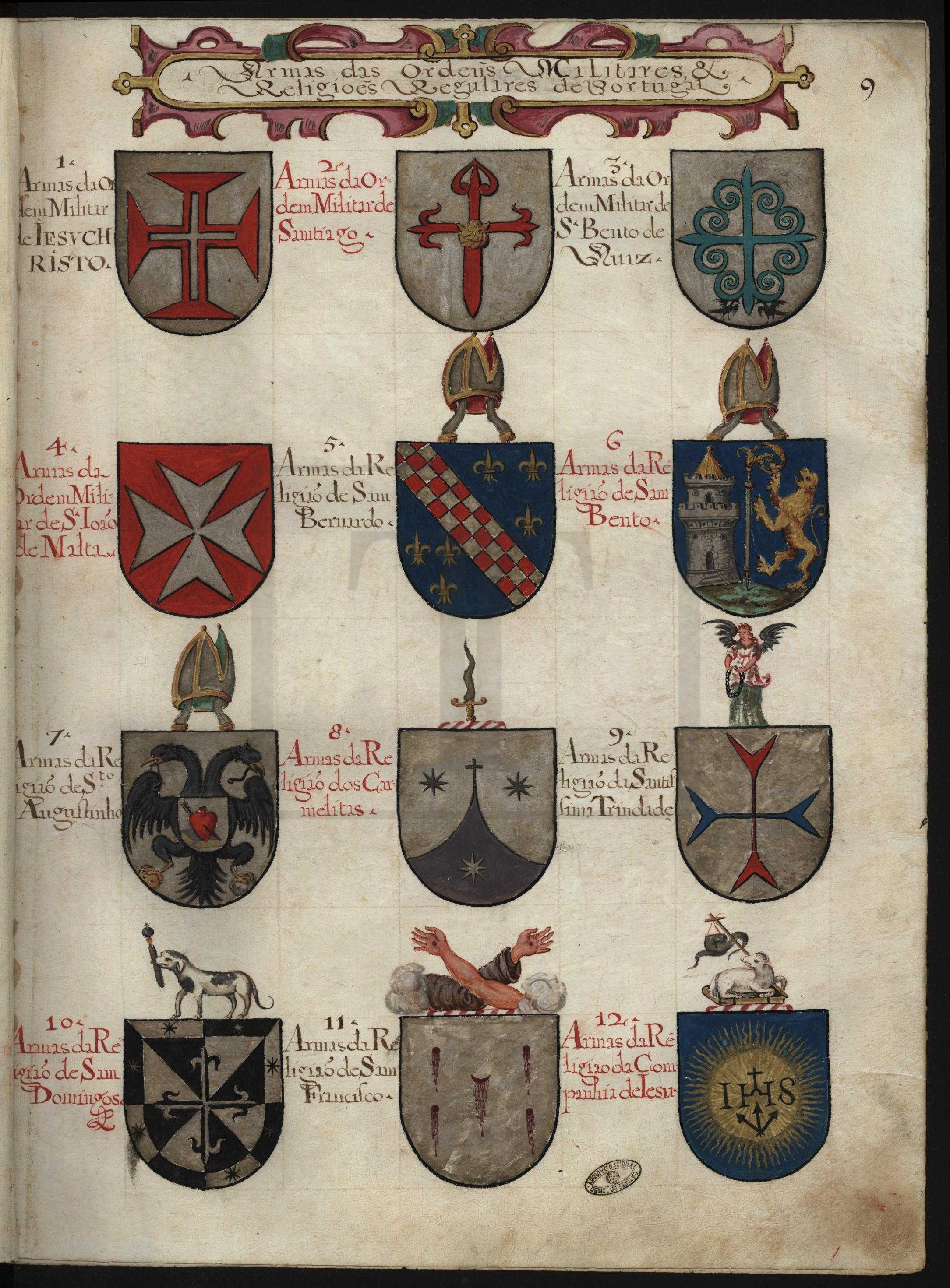
Armas das Ordens Militares e Religiosas de Portugal (fl 9^{r})

(Fl 9r-10r) Este capítulo é outra inovação em relação aos anteriores armoriais. Ocupando um fólio inteiro e a primeira fila do seguinte encontramos representadas quinze (dezasseis) ordens militares e monásticas:
- Ordem Militar de Cristo
- Ordem Militar de Santiago
- Ordem Militar de São Bento de Aviz
- Ordem Militar de São João de Malta
- Ordem de Cister (Religião de Sam Bernardo)
- Ordem de São Bento (Religião de Sam Bento)
- Ordem de Santo Agostinho (Religião de Sto Augustinho)
- Ordem do Carmo (Religião dos Carmelitas)
- Ordem da Santíssima Trindade (Religião da Santissima Trindade)
- Ordem dos Pregadores (Religião de Sam Domingos)
- Ordem dos Frades Menores (Religião de Sam Francisco)
- Companhia de Jesus
- Ordem dos Lóios (Religião de Sto Eloy)
- Ordem de São Jerónimo (Religião de Sam Hieronimo)
- Ordem Hospitaleira de São João de Deus (Religião de Sam Ioão de Deus)
- Ordem dos Cartuxos (Religião da Cartucha de Sam Bruno) (estas encontram-se no próximo capítulo, onde provavelmente foram inseridas para poupar espaço).

### Armas de algumas Cidades das Conquistas de Portugal
(Fl 9r) Outro capítulo original na obra de Francisco Coelho: oito armas das conquistas de Portugal - três armas do Algarve; as armas do Brasil e de Goa; as das ilhas de São Miguel e Terceira nos Açores; e as da "Ilha do Funchal." Entre todas elas encontramos também as armas da Ordem dos Cartuxos. Um dos escudos algarvios não está preenchido.

### Armas das Cidades de Portugal

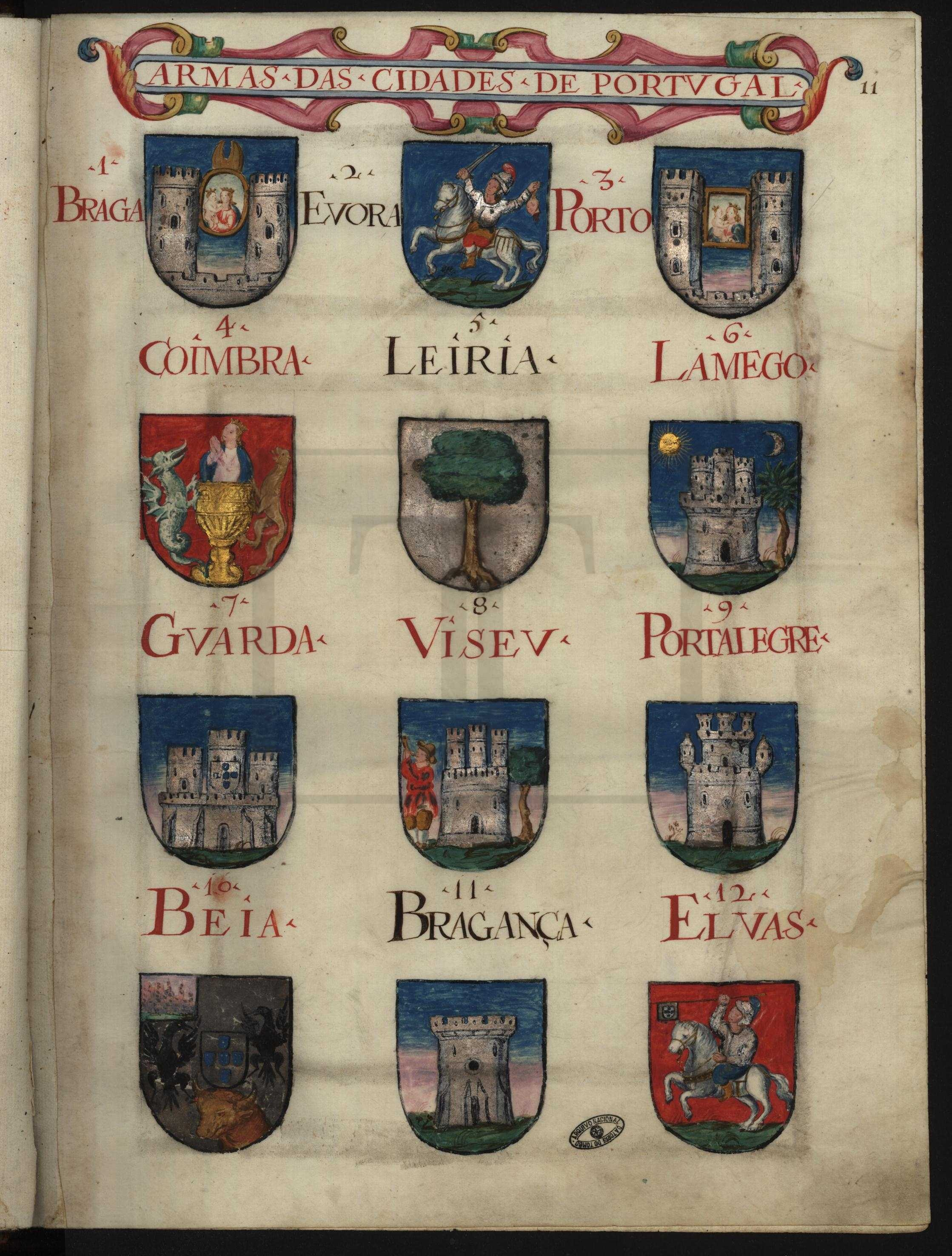
Armas das Cidades de Portugal (fl 11^{r})

(Fl 11r) Um fólio com as então doze cidades de Portugal:
- Braga
- Évora
- Porto
- Coimbra
- Leiria
- Lamego
- Guarda
- Viseu
- Portalegre
- Beja
- Bragança
- Elvas

### Armas das Villas de Portugal que tem Lugar em Cortes
(Fl 12r-18r) Este capítulo do Thesouro da Nobreza ocupa seis fólios inteiros e três filas de um sétimo e contém as armas de 75 vilas portuguesas. Estas eram as que segundo os seus forais tinham direito a representação ("lugar") nas Cortes do Reino, e que na sua grande maioria são ainda hoje as principais vilas de Portugal, a maior parte delas sedes de concelho. Sete dos escudos têm legenda, mas estão em branco: os das vilas de Loulé, Castelo Rodrigo, Alegrete, Fronteira, Veiros, Campo Maior e Monsaraz. O último fólio do capítulo contém doze escudos, mas apenas os três cimeiros foram preenchidos, estando os restantes em branco e sem legenda.
Note-se que este capítulo inclui as armas de Olivença, cujo estatuto hoje é controverso (ver Questão de Olivença). Olivença é representada no sexto lugar, logo após algumas das vilas mais importantes de Portugal: Santarém, Setúbal, Tomar (sede da Ordem de Cristo), Guimarães, e Estremoz, todas elas entretanto elevadas ao estatuto de cidade.

### Armas dos Reys de Portugal

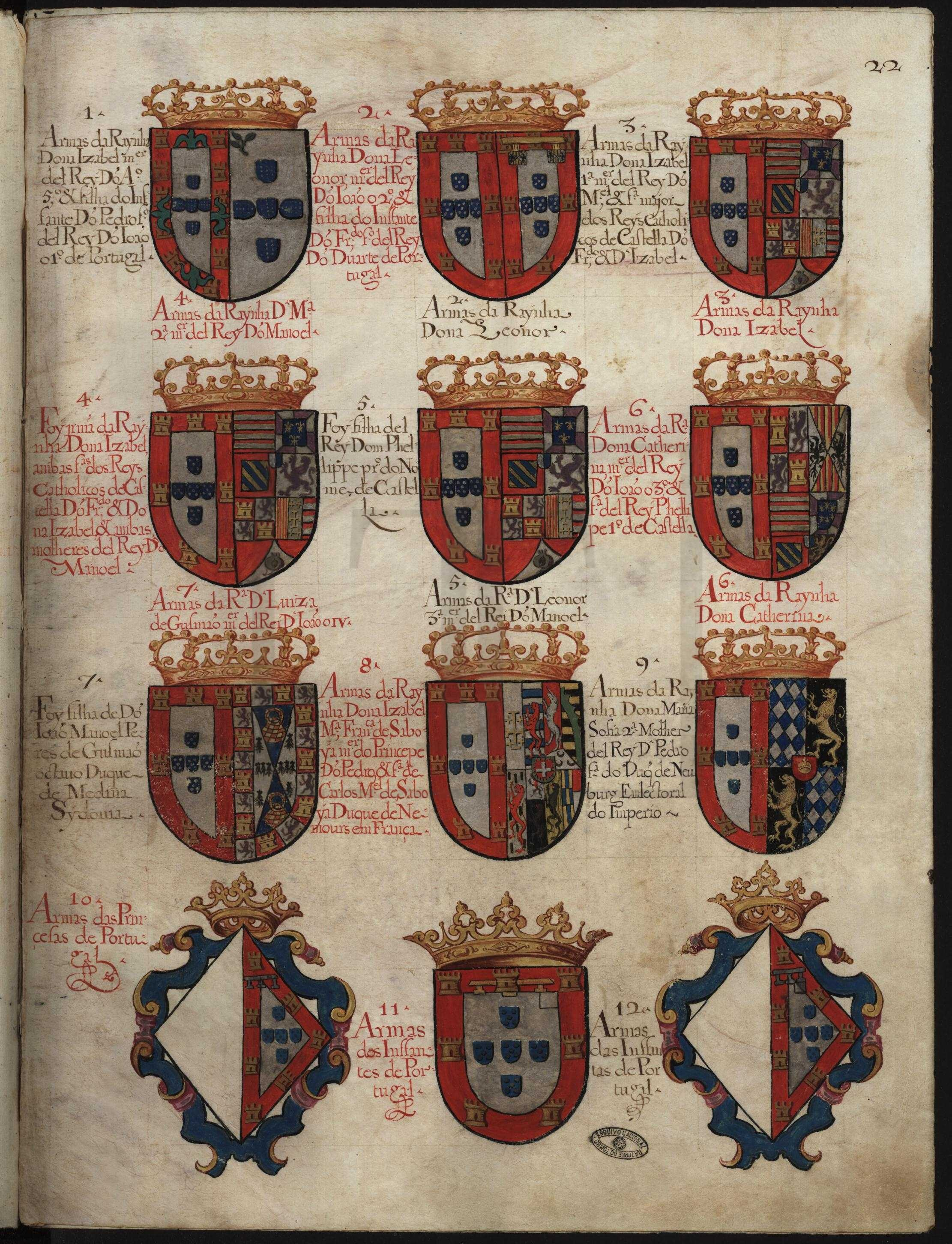
Armas das Rainhas (fl 22^{r}). Na última fila as armas das Princesas e Infantas de Portugal, em lisonja. Note-se as armas da rainha D. Maria Sofia de Neuburgo no último lugar, executadas já depois de 1687 (ver infra).

(Fl 19r-20r) Encimadas pelas armas da cidade de Lisboa e do conde D. Henrique temos em dois fólios a lista de todos os monarcas portugueses até 1675:
- D. Afonso Henriques - Pro Rey de Portugal
- D. Sancho Primeiro
- D. Afonso II  - chamado o Gordo
- D. Sancho - Foj o segdo do Nome, e lhe chamarao o Capello
- D. Afonso - Foy o terceiro do Nome, & Conde de Bolonha em França
- D. Denis - foy chamado o Liberal
- D. Afonso - Foy o quarto do nome, & chamado o Brauo
- D. Pedro - foy o pro do Nome & chamado o Cruel
- D. Fernando - Foy chamado o Remisso
- D. João - Foy chamado o de boa Memoria & o pro do nome
- D. Duarte - Foy grande fauorecedor dos Doctos
- D. Afonso - Foy o quinto do Nome & chamado o Africano
- D. João - Foy o segdo do Nome
- D. Manuel - Foy o que mandou descobrir a India Oriental
- D. João - Foy chamado o Pay da Patria & o terceiro do Nome
- D. Sebastião - Foy o que se perdeo em Africa
- D. Henrique - Foy Cardeal
- D. João - Foy Restaurador do Reyno de Portugal e o quarto do Nome

O capítulo encerra com as armas do Príncipe de Portugal, do Duque de Bragança, e do Duque de Aveiro, todos de sangue real.

### Armas das Raynhas de Portugal
(Fl 21r-22r) Depois dos reis de Portugal a obra de Francisco Coelho apresenta em dois fólios as armas das rainhas suas mulheres, todas com escudos partidos de Portugal e as armas de seus pais. Um pormenor interessante: a última rainha a figurar no capítulo é a alemã D. Maria Sofia de Neuburgo, segunda mulher de D. Pedro II. Ora esta princesa em 1675, quando a obra ficou acabada, tinha apenas seis anos de idade. D. Pedro apenas enviuvou nos últimos dias de 1683, e apenas se casou com D. Maria Sofia em 1687, quando já era rei, pelo que estas armas foram executadas já depois das restantes do livro.

### Armas dos Duques e Marqueses de Portugal

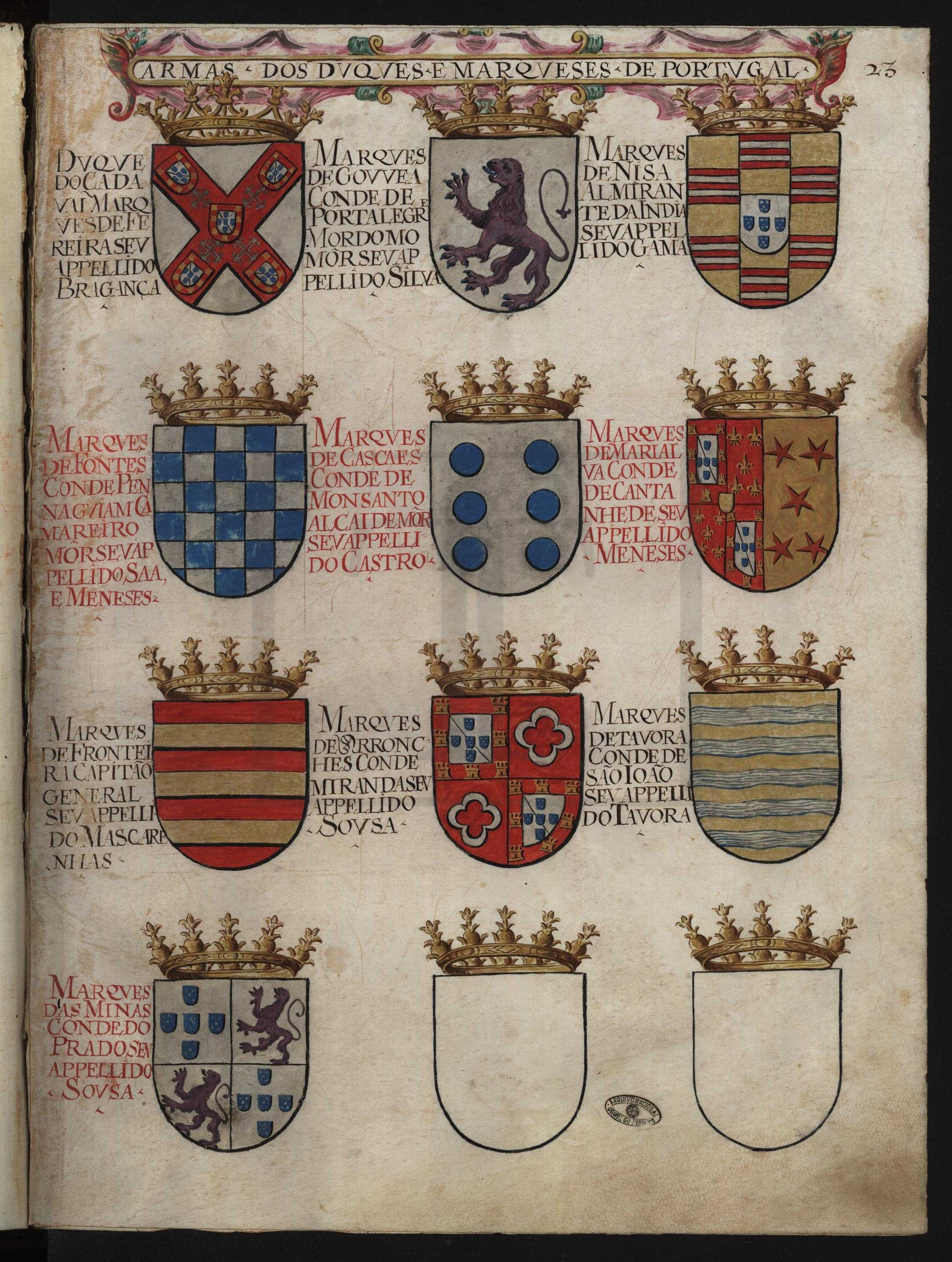
Armas dos Duques e Marqueses de Portugal (fl 23^{r})

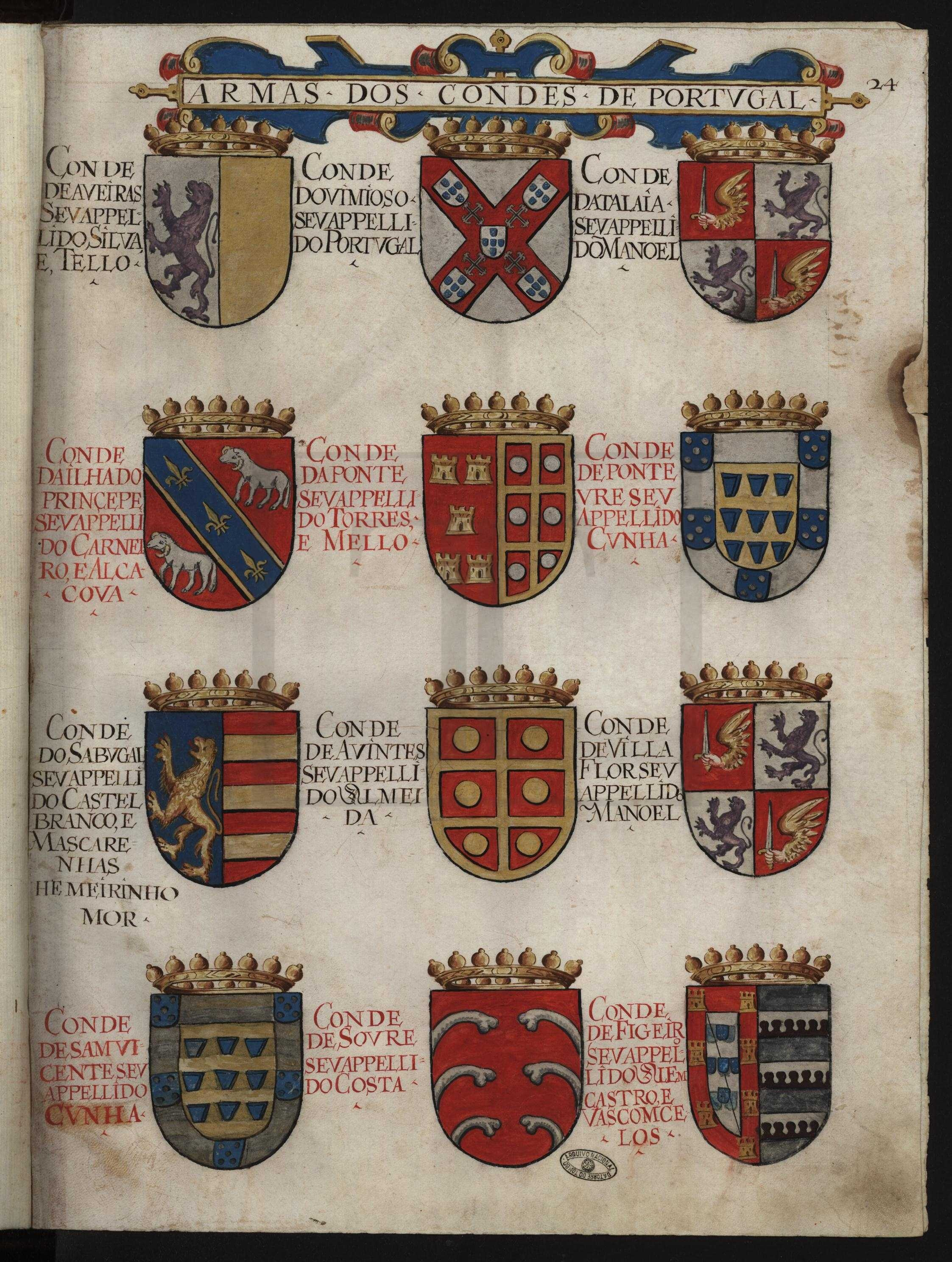
Armas dos Condes de Portugal (fl 24^{r})

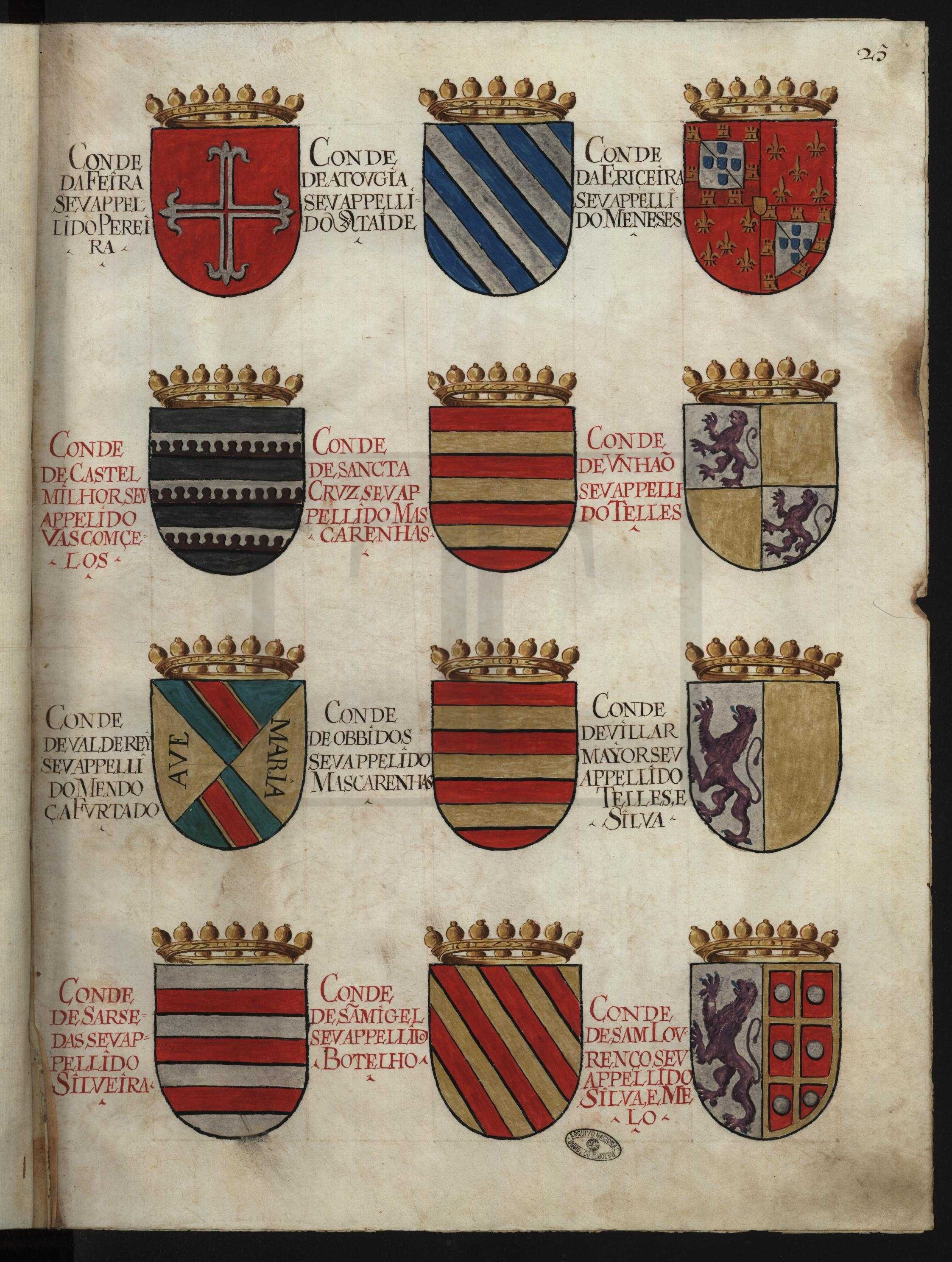
Armas dos Condes de Portugal (fl 25^{r})

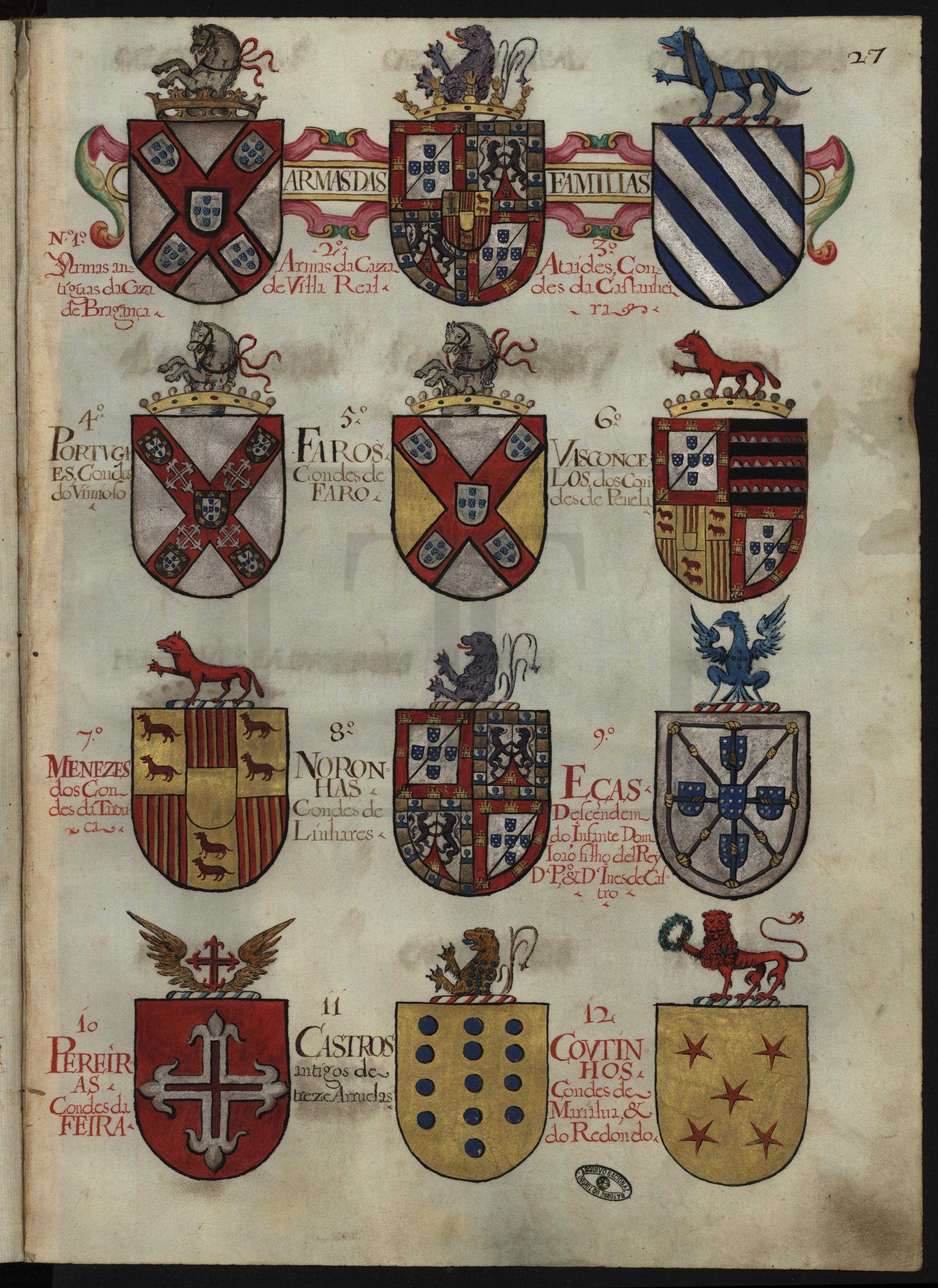
Armas das Familias (fl 27^{r}). O primeiro de quarenta fólios apresentando armas de famílias portuguesas.

(Fl 23r) O Thesouro de Nobreza chega agora ao corpo da obra: as armas dos Titulares e de todas as Familias Nobres do Reyno de Portugal, começando pelos títulos cimeiros da hierarquia nobiliárquica portuguesa de então.
Note-se que durante a Guerra da Restauração (1640-1668) e nos anos imediatamente a seguir foram extintos 24 títulos concedidos pelos Filipes, e 17 novos criados. A partir de então, o número de títulos de Portugal permaneu extraordináriamente estável no contexto europeu durante cerca de um século e meio, até o fim do século XVIII: cerca de meia centena. Em 1640 existiam 56 títulos; em 1789, 54. Novos títulos nobiliárquicos eram conferidos sensivelmente ao mesmo ritmo que velhos títulos se iam extinguindo - na média cerca de quatro em quatro anos. Muitas de estas linhagens foram descritas por Anselmo Braamcamp Freire nos  seus Brasões da Sala de Sintra. Para o período tardo-medieval, ver as obras de Rita Costa Gomes e José Augusto Sotto Mayor Pizarro na bibliografia.
- Duque de Cadaval, Marquês de Fronteira (Bragança)
- Marquês de Gouveia, Conde de Portalegre, Mordomo-Mor (Silva)
- Marquês de Nisa, Almirante da Índia (Gama)
- Marquês de Fontes, Conde de Penaguião, Camareiro-Mor (Sá e Meneses)
- Marquês de Cascais, Conde de Monsanto, Alcaide-Mor (Castro)
- Marquês de Marialva, Conde de Cantanhede (Meneses)
- Marquês de Fronteira, Capitão-General (Mascarenhas)
- Marquês de Arronches, Conde de Miranda (Sousa)
- Marquês de Távora, Conde de São João (Távora)
- Marquês das Minas, Conde do Prado (Sousa)

### Armas dos Condes de Portugal
(Fl 24r-26r) Após as armas dos duques e marqueses, este capítulo apresenta as armas da quase totalidade dos condados portugueses existentes em 1675.
- Conde de Aveiras (Silva e Telo)
- Conde de Vimioso (Portugal)
- Conde de Atalaia (Manuel)
- Conde da Ilha do Príncipe (Carneiro)
- Conde da Ponte (Torres e Melo)
- Conde de Pontével (Cunha )
- Conde de Sabugal, Meirinho-Mor (Castelo-Branco e Mascarenhas)
- Conde de Avintes (Almeida)
- Conde de Vila Flor (Manuel)
- Conde de São Vicente (Cunha)
- Conde de Soure (Costa)
- Conde de Figueiró (Lencastre e Vasconcelos)
- Conde da Feira (Pereira)
- Conde de Atouguia (Ataíde)
- Conde da Ericeira (Meneses)
- Conde de Castelo Melhor (Vasconcelos)
- Conde de Santa Cruz (Mascarenhas)
- Conde de Unhão (Teles)
- Conde de Vale de Reis (Mendoça Furtado)
- Conde de Óbidos (Mascarenhas)
- Conde de Vilar Maior (Teles e Silva)
- Conde de Sarzedas (Silveira)
- Conde de São Miguel (Botelho)
- Conde de São Lourenço (Silva e Melo)
- Conde da Castanheira (Ataíde)
- Conde de Vila Verde (Noronha)
- Conde de Coculim (Mascarenhas)
- Conde de Pombeiro (Castelo-Branco)
- Conde da Vidigueira (Gama)
- Visconde de Vila Nova de Cerveira (Lima, Brito e Nogueira)
- Conde de Oriola e Barão de Alvito (Lobo)
- Conde dos Arcos (Noronha)
- Conde da Ribeira Grande (Câmara)
- Conde de São Tiago, Aposentador-Mor (Silva e Sousa)
- Conde de São Vicente (Távora)

Note-se no entanto que os seguintes títulos são apresentados no capítulo seguinte:
- Conde de Vimioso (Portugal)
- Conde de Faro (Faro)
- Conde de Tarouca (Meneses)
- Conde de Redondo (Coutinho)

### Armas das Familias
O capítulo final do Thesouro da Nobreza apresenta, a partir do fólio 27, quarenta fólios com armas de familias nobres portuguesas, todas com o verso em branco. O capítulo inclui a quase totalidade de armas de familia presentes no Livro do Armeiro-Mor e no Livro da Nobreza e Perfeiçam das Armas, e ainda as de muitas outras familias entretanto nobilitadas.
O capítulo segue geralmente a ordem de apresentação dos armoriais anteriores, com as linhagens mais velhas e importantes primeiro - incluindo quatro títulos de conde não mencionados no capítulo anterior, e ainda dois títulos extintos em 1675 (o de Conde de Penela e o de Conde de Linhares).
O fólio 66 apresenta apenas quatro armas, pelo que o total de armas de familia portuguesas neste capítulo do Thesouro de Nobreza é de 472.

## Versão digitalizada
O Arquivo Nacional da Torre do Tombo, no seu site na internet, disponibiliza fotografias digitalizadas do Thesouro de Nobreza em formato TIFF (ver Ligações Externas).

## Galeria

### Thesouro de Nobreza,Torre do Tombo,Lisboa

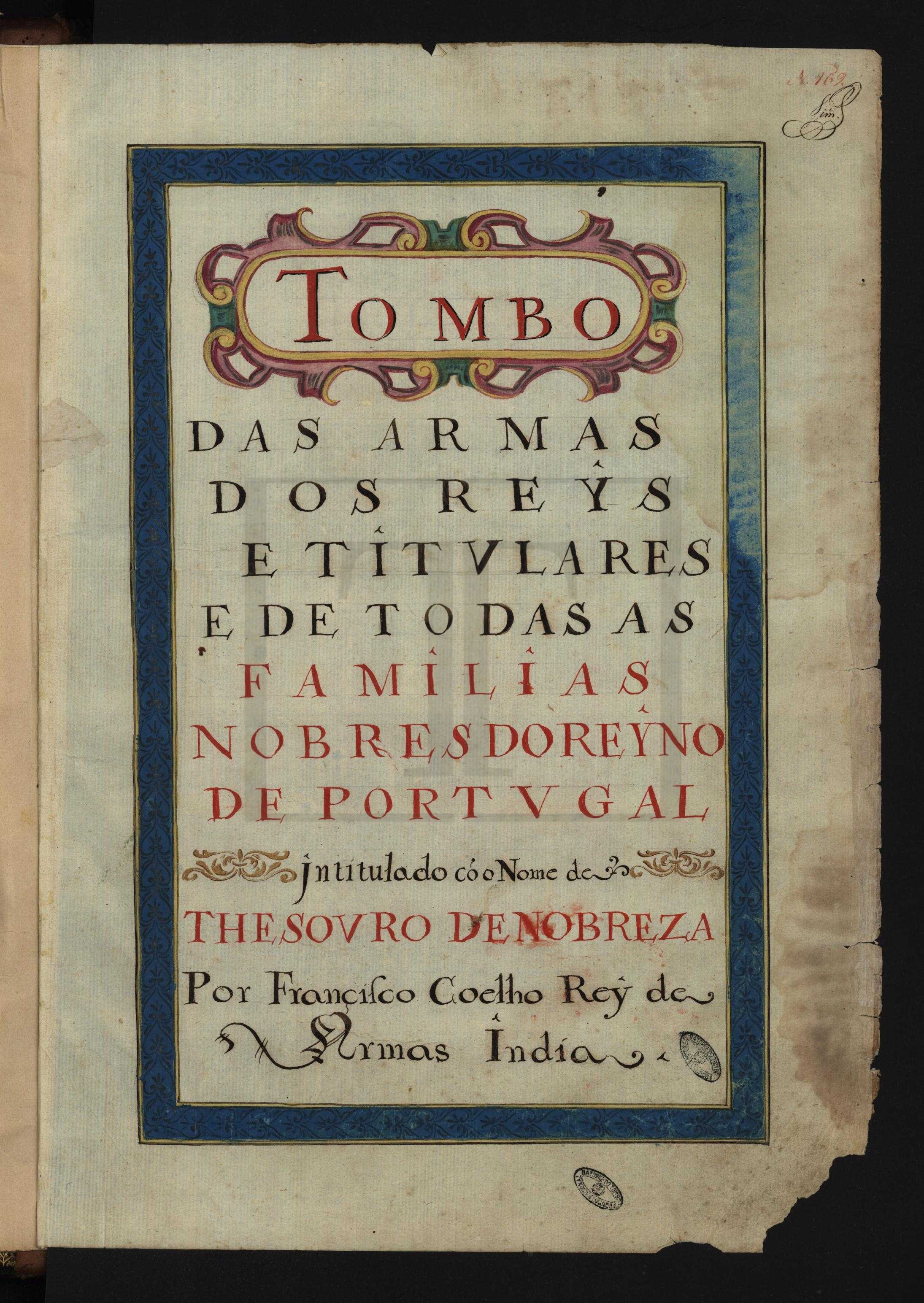
Folha de Título (fl -3r)
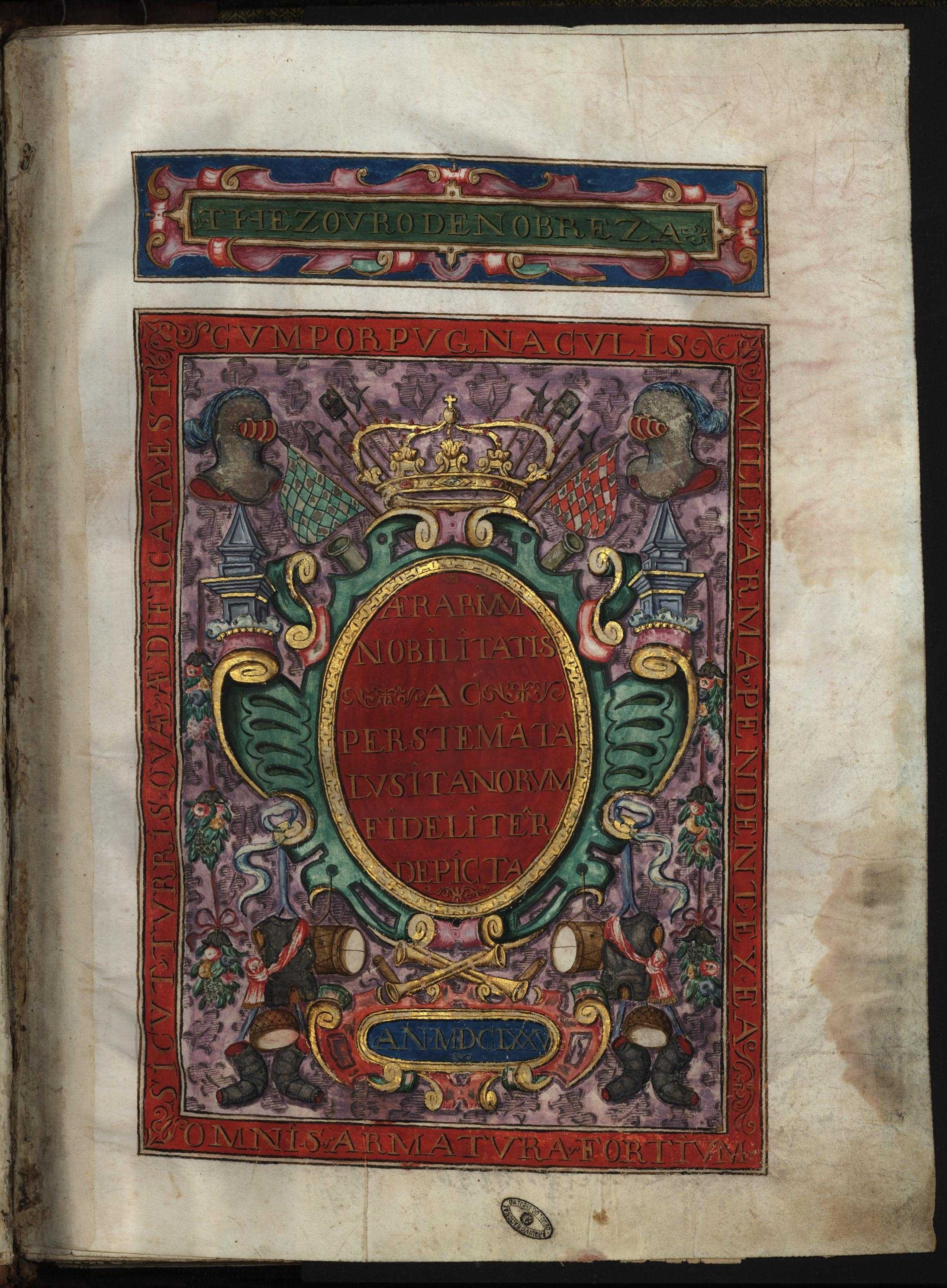
Frontispício (fl -2r)
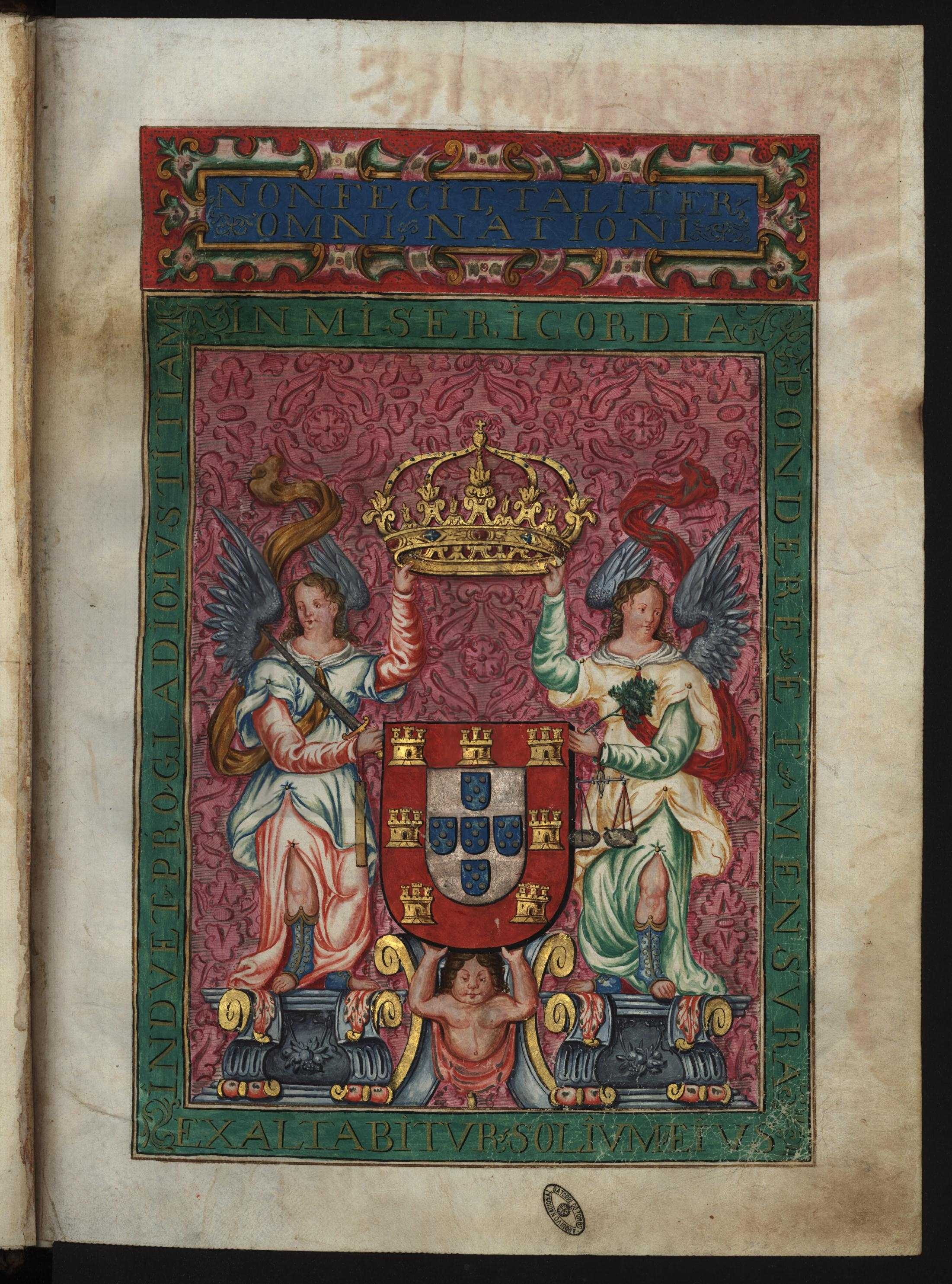
Frontispício (fl -1r)
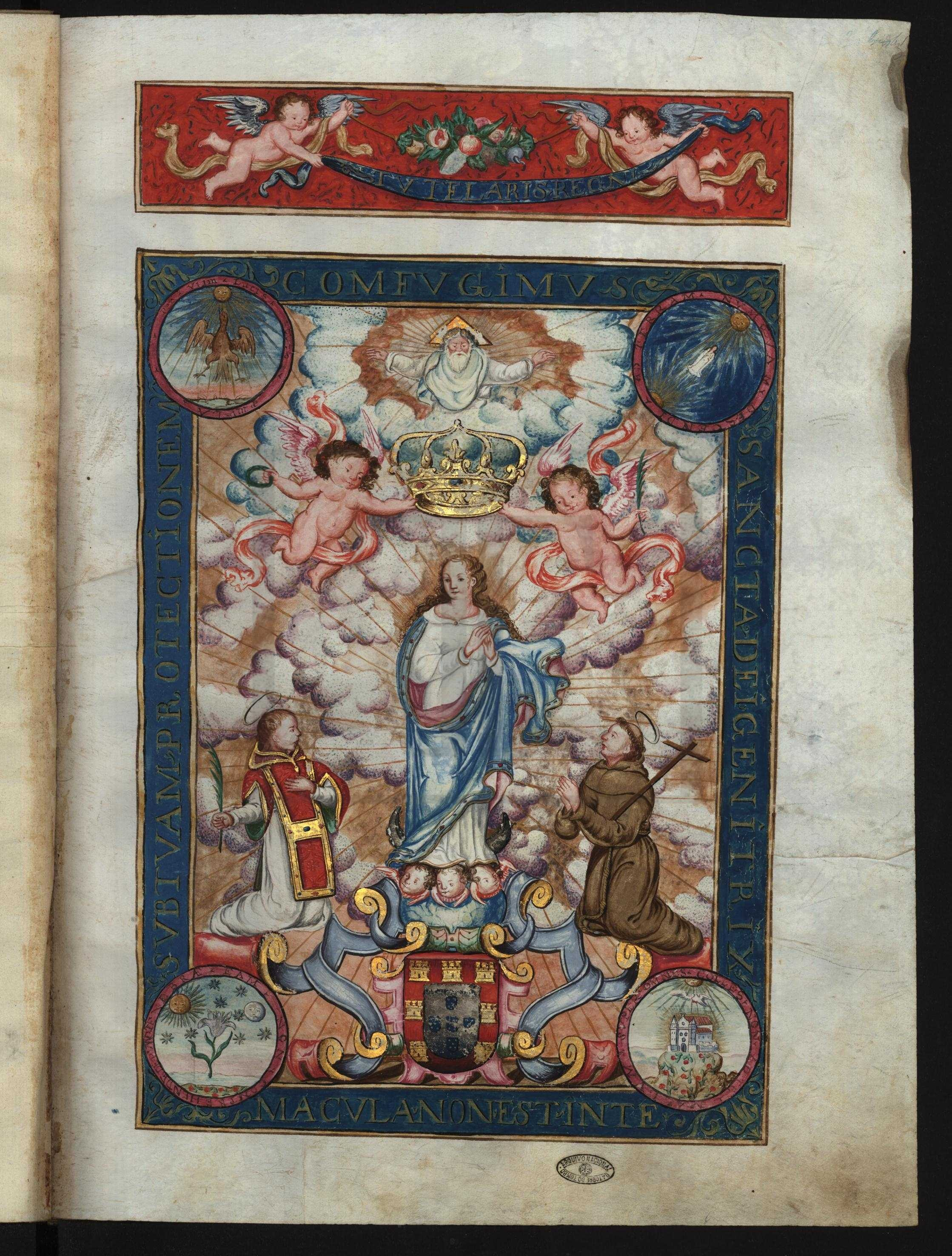
N. Sr.a sobre as Armas de Portugal (fl int-20-21)
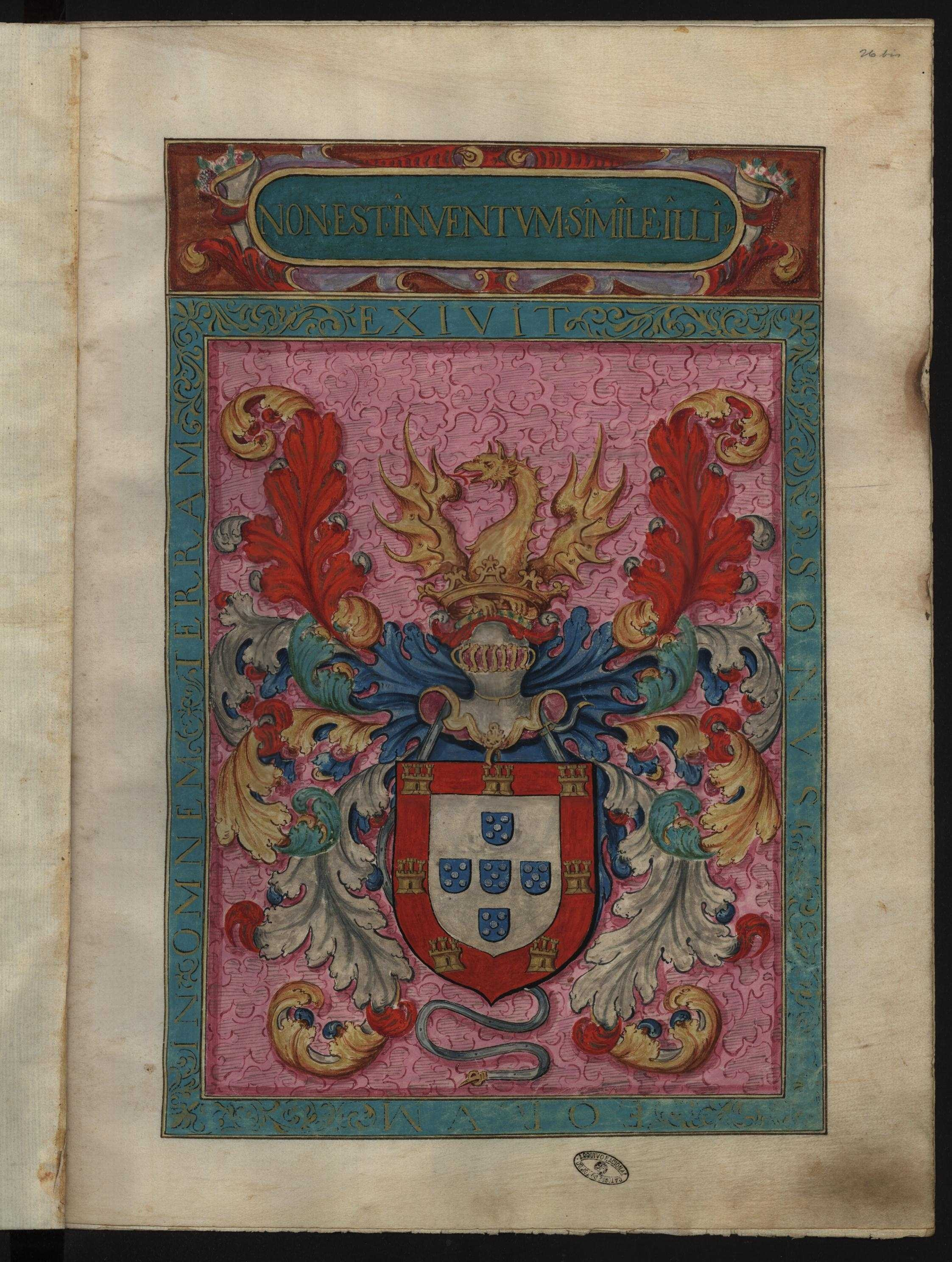
Armas de Portugal (fl int-26-27)